# Abu Yasser al-Issawi
Abu Yasser al-Issawi (arabisch أبو ياسر العيساوي, DMG Abū Yāsir al-ʿĪsāwī; geboren als [englisch transkribiert] Jabbar Salman Saleh Ali Al-Issawi, جابر سلمان صالح علي العيساوي‎; * 1979; † 28. Januar 2021) war ein irakischer Terrorist und hochrangiger Kommandeur des sogenannten Islamischen Staates mit dem Titel eines stellvertretenden Kalifen und Führer der IS-Gruppe im Irak. Er wurde bei einem Militärschlag der irakischen Sicherheitskräfte getötet. Die erfolgreiche militärische Offensive und der Tod al-Issawis wurden vom irakischen Premierminister Mustafa Al-Kadhimi nach einer vom irakischen Geheimdienst geführten Operation bekanntgegeben. In der Woche vor al-Issawis Tötung übernahm der IS im Irak die Verantwortung für einen Selbstmordanschlag, bei dem mindestens 32 Menschen getötet und 100 Menschen auf einem überfüllten Markt in Bagdad verletzt wurden. Es war der erste große Selbstmordanschlag des IS im Irak seit drei Jahren seit seiner militärischen Niederlage im Land in 2017.